# Любащ
Любащ (пол. Lubaszcz) — село в Польщі, у гміні Накло-над-Нотецем Накельського повіту Куявсько-Поморського воєводства.
Населення — 341 особа (2011).
У 1975-1998 роках село належало до Бидгощського воєводства.

## Демографія
Демографічна структура станом на 31 березня 2011 року:
|          | Загалом | Допрацездатний вік | Працездатний вік | Постпрацездатний вік |
| -------- | ------- | ------------------ | ---------------- | -------------------- |
| Чоловіки | 163     | 30                 | 121              | 12                   |
| Жінки    | 178     | 32                 | 125              | 21                   |
| Разом    | 341     | 62                 | 246              | 33                   |